# 미키 다케오
미키 다케오(일본어: 三木 武夫, 1907년 3월 17일 ~ 1988년 11월 4일)는 일본의 제66대 내각총리대신 (1974년~1976년)이었다.
도쿠시마현 토박이 미키는 메이지 대학과 남가주 대학교에서 교육을 받았다.  1937년 일본 국회로 처음 선출되었고, 전후 국민협동당의 당수로 가타야마 데쓰 아래 체신대신 (1947년~1948년)을 지냈다.  미키는 이후에 자유민주당에 입당하였고 하토야마 이치로 아래 운수대신을 지내면서 기시 노부스케와 이케다 하야토의 내각들에서 직위를 보유하였으며 사토 에이사쿠 아래 통상대신 (1965년~1966년)과 외무대신 (1966년~1968년)을 지냈다.  미키는 부패 혐의들을 향한 다나카 가쿠에이의 사임에 1974년 총리가 되었으나 자신의 당 안으로부터 반대 속에서 반독점법과 정치자금법을 통과시키려는 그의 시도들이 실패하였다.  미키는 국방비를 위하여 "국내총생산의 1 퍼센트" 지시를 공고하여 다음 20년의 세월 동안 선례를 세웠다.  자유민주당은 1976년 록히드 사건에 의하여 피해를 입었고 그해 선거에서 그 다수를 잃었다.  이 결과에 의하여 부끄러움을 느낀 미키는 총리로서 사임을 하고 후쿠다 다케오에 의하여 계승되었다.

## 초기 생애와 교육

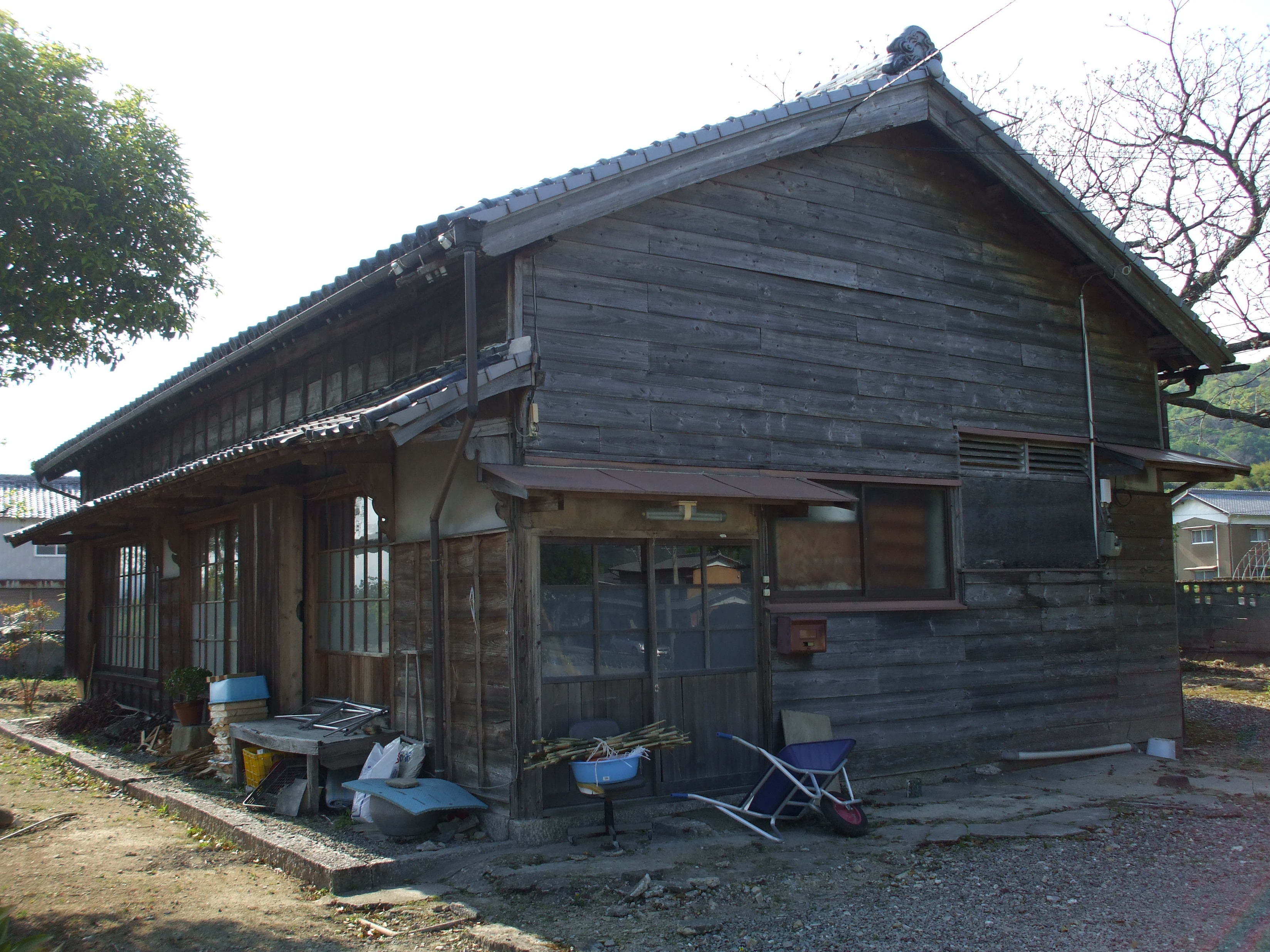
미키 다케오의 생가

도쿠시마현 이타노군 고쇼무라 (오늘날의 아와시)에서 농부-상인 미키 히사요시와 그의 부인 다카노의 외동아들로 태어났다.  농사에 곁으로 그의 부친은 자신의 부요한 농부 혹은 명문 가문 출신이 아니었어도 비료, 사케, 쌀 등을 거래하였다.  히사요시는 고쇼무라 근처에 있는 가키하라에서 농부 이노 로쿠사부로에게 태어나 오사카에서 잠시 일한 후, 고향에 돌아와 고쇼부라에서 가장 큰 대지주 시바타가를 위하여 일하기 시작하였다.  그는 시바타가를 위하여 일하면서 농부 미키 도키타로의 딸 미키 다카노를 만났다.  결혼 생활 후에 히사요시는 다카노 여사의 성을 택하고 새롭게 결혼한 부부는 시바타가에 의하여 저택이 주어졌다.
미키 다케오가 태어났을 때 히사요시는 33세, 다카노는 38세였으며 다케오는 자신이 외동아들로서 많은 사랑을 받으며 자라왔다.  그의 모친은 그의 보건에 관하여 특히 조심하였다.
메이지 대학의 법학부에서 입학한 동안 미키는 1932년부터 1936년까지 미국을 돌면서 여행하는 데 4년의 세월을 보내면서 나치 독일, 파시스트 이탈리아와 소비에트 연방 같은 전체주의 국가들을 향한 영미간 자유주의 사회의 혐오는 물론 양국의 사회를 둘다 직접 보았다.  그는 남가주 대학교에서 수학하면서 1966년 법학에서 명예 학위가 수여되었다.

## 정치 경력

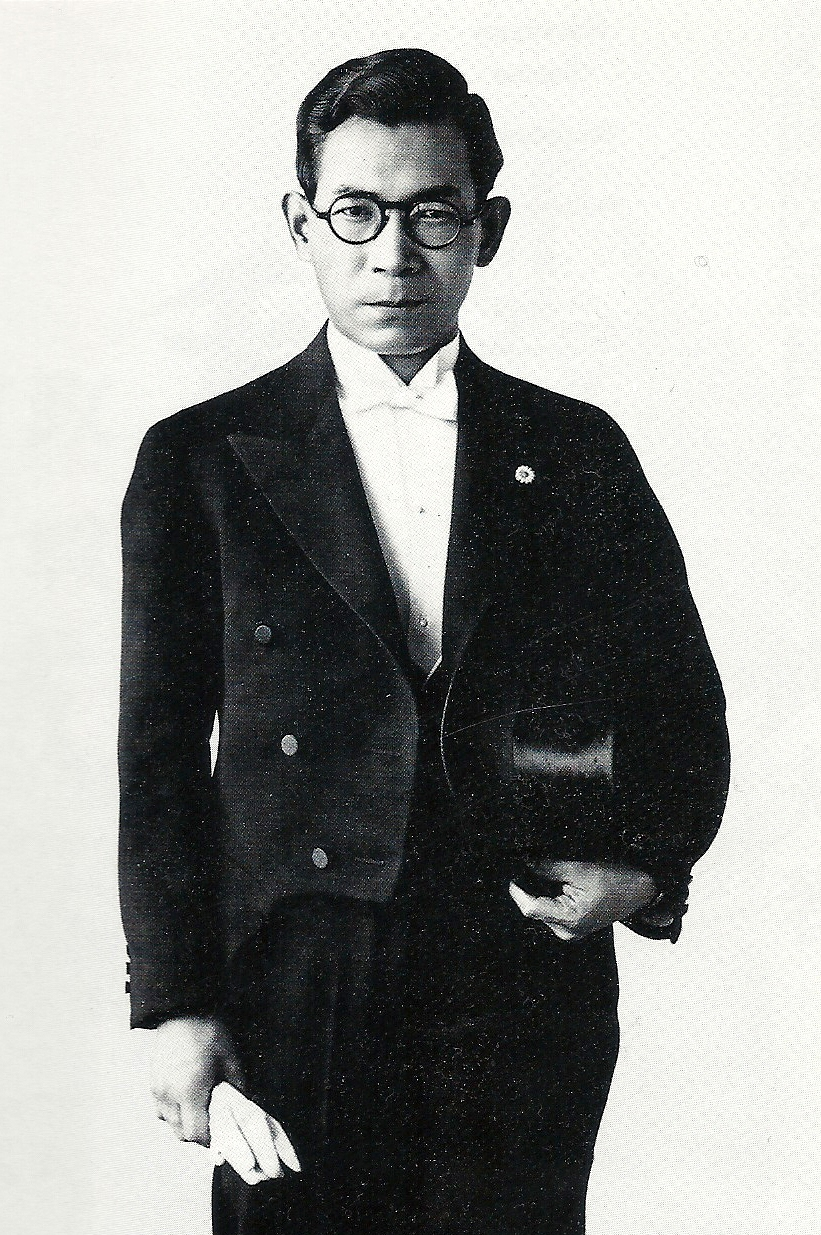
1937년의 미키 다케오

1937년 동안 미키는 일본 국회로 선출되었고 자신의 일생의 나머지 동안 거기에 남아있었으며 51년의 세월에 19번 이상 재선되었다.  1942년 총선에서 그는 도조 히데키 아래 군사 정부에 공개적으로 반대 의사를 표명하였고 아직도 의석을 이길 수 있었으며 이때 그의 노력들은 아베 신조 총리의 조부 아베 간의 도움을 받았다.  
전후의 초기 기간에 미키는 1947년과 1949년 총선에서 제한된 성공으로 국민협동당을 이끌었다.  1950년대 초반에 미키는 당시 2개의 주요 보수파들 중의 하나였던 하토야마 이치로의 일본민주당에 입당하여 요시다 시게루와 그의 자유당의 비판적이었던 입장을 취했다.  이 두 파벌들은 결국적으로 미키가 입당하기도 했던 오늘날 자유민주당을 형성하는 데 병합되었다.
자유민주당 진영의 우두머리로서 미키는 히토야마 이치로, 기시 노부스케, 이케다 하야토와 사토 에이사쿠의 행정부들에서 내각 구성원들을 보유하였다.  하지만 그는 특히 기시 행정부에 관하여 비판적이었고 미일안보조약에 반대하는 대량의 1960년 안보 투쟁에 기시의 처리에 강력히 반대하였다.  1960년 5월 19일 일본 국회를 통하여 조약을 강제로 이행했을 때 미키파는 기시의 강압적인 접근 방식에 관한 항의에 투표로부터 결석하였다.  5월 28일 미키와 동료 당파의 지도자 마쓰무라 겐조는 기시의 사임을 위하여 공개 요청을 발표하였고 기시는 7월에 최후적으로 강제로 사임하였다.  하지만 고노 이치로가 그해 여름 후순에 자유민주당을 갈라놓으려는 계획을 세웠을 때 미키와 마쓰무라는 최후적으로 그를 지지하는 데 거절하였다.  반기시 반란에 가담한 것에 대한 처벌로서 미키는 시초적으로 기시의 후계자 이케다 하야토의 내각으로부터 제외되었다.  하지만 이어진 해에 이케다는 기시파의 반대 의견을 극복할 만큼 자신의 권력을 굳건히 하였고 미키를 과학기술청 장관으로서 내각으로 다시 데려왔다.
1964년 이케다가 당의 총재로서 재선되었어도 그는 지병으로 인하여 곧 정계 은퇴를 했다.  총리로서 누가 이케다를 승계할 것에 토론에서 마쓰무라가 고노 이치로를 지지했던 동안 미키는 기시의 동생 사토 에이사쿠를 지지하였다.  이것은 미키와 그의 예전의 동맹자 마쓰무라 사이에 불화로 이끌었고, 그에 따라 둘은 자신들의 각자의 길로 갔다.  사토를 위한 미키의 지지는 또한 안보 투쟁이 일어난 동안 자신이 기시를 반대했을 때 창조되었던 갈등을 해결하였고, 미키는 사토 내각에서 통상대신 (1965년~1966년), 그러나서 외무대신 (1966년~1968년)으로서 권력적인 직위들과 함께 자신의 지지로 보상을 받았다.  
사토 아래 외무대신으로서 미키는 1967년 "미국의 군사적 요구 사항들과 함께 오키나와의 반환을 위한 일본의 욕망을 조화시키는" 것을 논의하는 데 주일 미국 대사 U. 앨릭시스 존슨과 비밀적으로 만났다.  이것은 동아시아에서 남아있는 불안정성이 있었기 때문에 너무 오랫동안 미국의 보호 아래 남아있어야 하는 것을 그들이 전직적으로 주장했던 오키나와에 계속 보유하는 것으로 미국을 설득하는 데 목적을 둔 동일한 기간 내에 몇몇의 일본의 공무원들에 의한 단호한 시도들의 일련의 일부였다.  지역의 외교 정책의 문제에서 미키는 아시아 태평양 경제 협력의 초기 옹호자였고 1968년 그는 "태평양 지역에서 독점적이고 폐쇄적인 무역 블록을 창조하는 데 우리의 일부에 자살 행위일 것이다"고 말했다.  이것에 불구하고 ASEAN은 이후에 지역에서 일본을 향한 경제적 인식은 심한 무역 흑자와 함께 강력한 경제적 거인으로서 일본의 현재 지위는 물론 일본 제국에 의한 전시 학대를 향한 원한 때문에 부정적이면서 1976년 발리에서 열린 그 첫 정상 회의로 현직 총리 미키를 초청하는 데 거절하였다.

## 총리 재임 (1974년 ~ 1976년)
다나카 가쿠에이 총리의 부동산과 건설 회사들에 관한 부패에 대한 연루에 이어 1974년 12월 9일 미키는 그로부터 총리직을 차지하였다.  자유민주당의 실력자들로부터 미키의 매력은 주로 그의 개인적 정직성과 그의 작은 파벌로부터 약한 권력 기반 때문이었다.  사실 미키는 자신의 선거에 "청천벽력"이라고 중얼거린 것이 반영된대로 총리가 될 것이라고 전혀 기대하지도, 원하지도 않았다.  

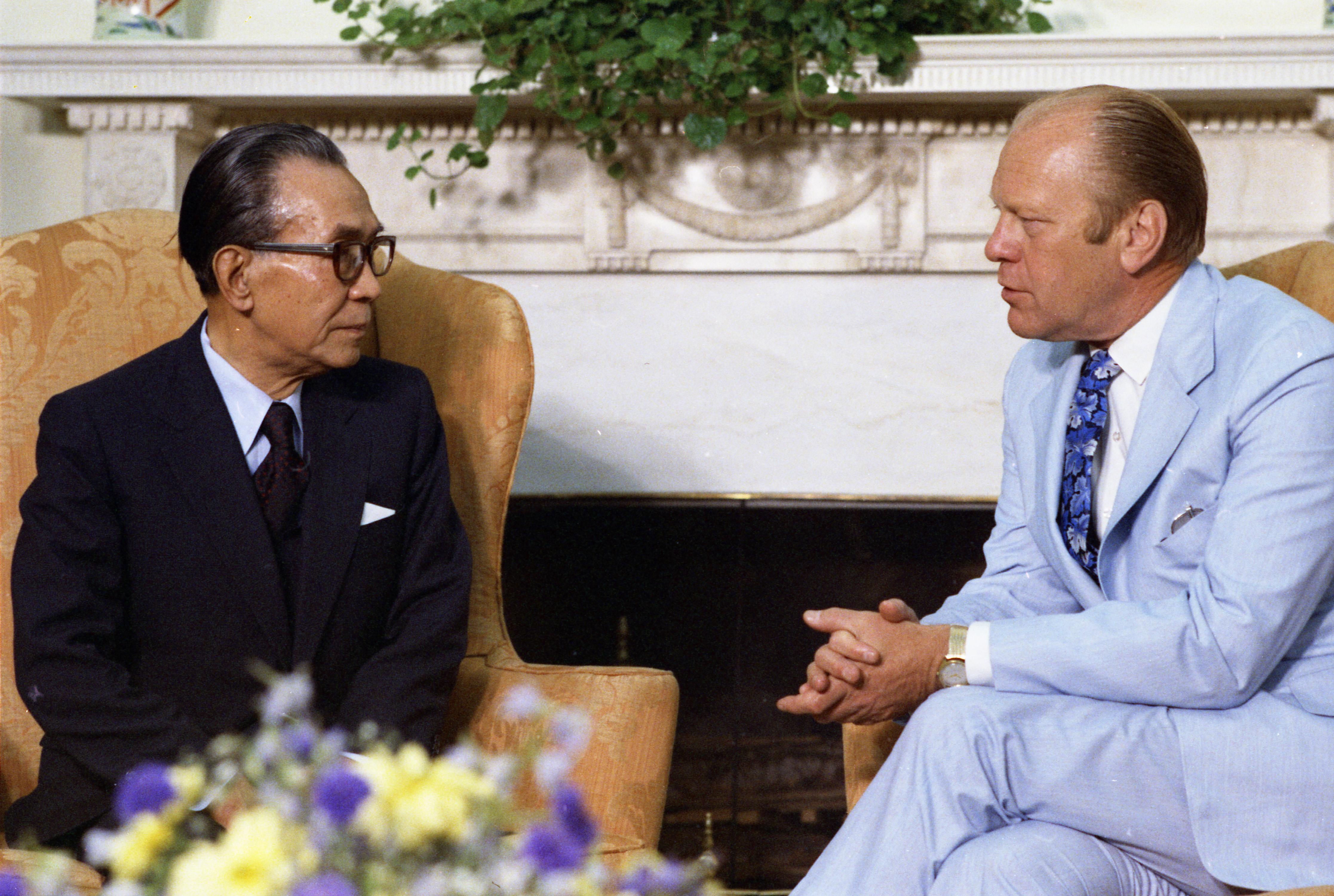
백악관에서 제럴드 포드 대통령과 회담에서 (1975년)

1975년 미키가 사토 전 총리의 장례식에 있었던 동안 그는 외국 고위 인사들이 가까이 있으면서 우익 과격주의자 대일본애국당의 총서기장 후데야스 히로요시에 의하여 폭행을 당했다.  이것은 그의 안전을 보장하기 위해 충분한 조치를 취하지 않은 것에 대해 경시청의 비판을 일으켰다.
1976년 국회 회의에서 미키는 국방비를 향한 국내총생산의 퍼센트가 1 퍼센트를 넘지 않도록 동결되었던 1967년으로 돌아가서 사토 내각의 과거 명령을 재확인하였다.  이 정책 금기는 1980년대에 훗날의 총리 나카소네 야스히로에 의하여 깨졌으나 미키파로부터 내려온 파벌의 일원이었던 또다른 훗날의 총리 가이후 도시키에 의하여 1990년에 부활하였다.  이 정책은 헌법 개정에 관한 동시대 논의들에 비추어 그리고 일본의 국방력의 가능한 확장에서 근대의 일본 안에 다시 주목을 받게 되었다.  아무 이벤트에서 미키는 핵확산방지조약을 완전히 비준하는 데 국회를 밀고 나갔고 또한 사실상 일본이 아무 나라로 무기 수출에 참여하지 않겠다고 약속했던 사토 총리에 의하여 추진된 이전 정책을 더욱 강화하는 데 노력하기도 했다.
선출된 후, 미키는 자유민주당을 개혁하는 시도를 하여 록히드 사건을 가차없이 조사하고 자신의 전임자에 대한 형사 소추를 중단하기를 거부하였다.  미키는 또한 정치적 재정 개혁들을 추구하였다.  이 활동들은 그에게 당 안에서 적들의 큰 수를 만들었고 "미키를 떨어뜨리자"로 불린 문자 그래로 캠페인은 영향적인 파벌의 지도자들에 의하여 시작되었다.  미키의 대중과 개인적 인기에 불구하고 록히드 사건은 1976년 선거에서 국회에게 전체 다수를 패했던 당에 제대로 반영되지 않았고 권력에 남아있는 데 소수의 정당들과 거래를 해야 했다.  심각한 당의 좌절에 이어 일본의 정치인들에게 관례적인 것처럼 미키는 그러고나서 사임을 했다.  1976년 12월 24일 후쿠다 다케오에 의하여 계승되었다.

## 개인 생활
1940년 미키는 주요 화학 공학 회사 쇼와 덴코를 창립한 현저한 일본의 기업인이자 정치인 모리 노부테루의 딸 모리 무쓰코에게 결혼하였다.  그의 처남 모리 기요시는 이제는 없어지고 이후에 일본 총무성이 된 조정관리국의 우두머리였다.  그의 형부 모리 요시히데는 오늘날 일본 환경성의 선구자 환경국의 기관장을 지냈다.
1988년 11월 4일 도쿄에서 81세의 나이로 사망하였다.

## 같이 보기
- 미키 내각
- 미키 내각 개조내각
- 메이지 대학